# Мансано, Вирхиния
Вирхиния Мансано Саенс исп. Virginia Manzano Sáenz (24 ноября 1912, Гвадалахара, Халиско, Мексика — 18 февраля 1985, Мехико, Мексика) — мексиканская актриса театра и кино, актриса «Золотого века мексиканского кинематографа». Рост — 1,55 метров.

## Биография
Родилась 24 ноября 1912 года в Гвадалахаре в актёрской семье — отец актёр Хулио Мансано, мать актриса Конча Саенс. Также в семье было мальчик и девочка — мексиканские актёры Мигель и Селия. Спустя два года после рождения переехала со своими родителями и старшим братом в Пуэблу, где в 1915 году родилась Селия.  В мексиканском театре дебютировала в 1927 году в труппе Роберто Сото, в мексиканском кинематографе дебютировала в 1941 году и снялась в 27 работах  в кино и телесериалах. С 1927 по 1931 год актриса ездила по всей Мексике с гастролями с театром.  По возвращении в 1931 году актриса вновь поехала на гастроли с театром вместе с актёром Поло Ортином, с которым езидла на гастроли по Центральной, Южной Америке и Карибскому региону. Затем актриса работала с труппами Матильды Палу, Хоминитас Бланч. В 1930-х годах играла в  популярном спектакле Чудо-палатка вместе с Адальберто Мартинесом «Ресортес». Увидев, как играет в спектакле актриса, Мария Тереса Монтойя пригласила актрису в свою труппу. В конце 1930-х годов актриса основала собственную театральную труппу и пригласила туда мексиканскую актрису Марию Тересу Монтойя в ответ за то, что та пригласила её к себе. Актриса  вместе с Марией Тересой Монтойя получила признание мексиканских и испанских критиков как первая драматическая актриса. Она была актрисой широкого спектра, работала во всех театральных жанрах. Актриса руководила своей труппой фактически до своей смерти и поставила свыше ста спектаклей.
Скончалась 18 февраля 1985 года в Мехико, так и не дождавшись премьеры телесериала с участием своего старшего брата — Никто кроме тебя. Старший брат пережил свою сестру на семь лет, младшая сестра пережила её на 21 год.

## Личная жизнь
Вирхиния Мансано была замужем дважды.
- Первым супругом был актёр и сценарист Альфредо Варела. В этом браке родился сын Альфредо Варела «Варелита», будущий мексиканский продюсер. Брак кончился разводом.
- Вторым супругом был Франсиско Катаньо Каррильо. Брак кончился в связи со смертью актрисы в 1985 году.